# Eutrichosiphum pseudopasaniae
Eutrichosiphum pseudopasaniae är en insektsart. Eutrichosiphum pseudopasaniae ingår i släktet Eutrichosiphum och familjen långrörsbladlöss. Inga underarter finns listade i Catalogue of Life.